# MyAnimeList
MyAnimeList (MAL) – serwis społecznościowy poświęcony mandze i anime. Witryna zapewnia użytkownikom system listowy do organizowania i oceniania mangi i anime. W 2015 r. strona zanotowała 120 milionów użytkowników miesięcznie. Witryna ogłosiła, że zawiera 15 tys. anime i 45 tys. mang.